# Greta dromica
Greta dromica är en fjärilsart som beskrevs av Richard Haensch 1909. Greta dromica ingår i släktet Greta och familjen praktfjärilar. Inga underarter finns listade i Catalogue of Life.